# Lidzbark Warmiński (gemeente)
De gemeente Lidzbark Warmiński is een landgemeente in het Poolse woiwodschap Ermland-Mazurië, in powiat Lidzbarski.
De zetel van de gemeente is in Lidzbark Warmiński.
Op 30 juni 2004 telde de gemeente 6746 inwoners.

## Oppervlakte gegevens
In 2002 bedroeg de totale oppervlakte van gemeente Lidzbark Warmiński 371,01 km², waarvan:
- agrarisch gebied: 56%
- bossen: 28%

De gemeente beslaat 40,13% van de totale oppervlakte van de powiat.

## Demografie
Stand op 30 juni 2004:
| Omschrijving                   | Totaal | Totaal | Vrouwen | Vrouwen | Mannen | Mannen |
| ------------------------------ | ------ | ------ | ------- | ------- | ------ | ------ |
| eenheid                        | aantal | %      | aantal  | %       | aantal | %      |
| inwoners                       | 6746   | 100    | 3319    | 49,2    | 3427   | 50,8   |
| bevolkingsdichtheid (inw./km²) | 18,2   | 18,2   | 8,9     | 8,9     | 9,2    | 9,2    |

In 2002 bedroeg het gemiddelde inkomen per inwoner 1301,98 zł.

## Plaatsen
Babiak, Blanki, Bugi, Drwęca, Ignalin, Jagoty, Jarandowo, Kaszuny, Kierz, Kłębowo, Knipy, Kochanówka, Koniewo, Kotowo, Kraszewo, Lauda, Łabno, Markajmy, Medyny, Miejska Wola, Miłogórze, Morawa, Nowa Wieś Wielka, Nowosady, Pilnik, Pomorowo, Redy, Rogóż, Runowo, Sarnowo, Stryjkowo, Suryty, Świętnik, Wielochowo, Workiejmy, Zaręby, Żytowo.

## Aangrenzende gemeenten
Bartoszyce, Dobre Miasto, Górowo Iławeckie, Jeziorany, Kiwity, Lidzbark Warmiński, Lubomino, Orneta, Pieniężno